# فهرة (فارسش)
فهرة (بالفارسية: فهره) هي قرية تقع في إيران في البلدة المركزية. يقدر عدد سكانها بـ 489 نسمة بحسب إحصاء 2016.